# Hetaerina fuscoguttata
Hetaerina fuscoguttata är en trollsländeart som beskrevs av Selys 1878. Hetaerina fuscoguttata ingår i släktet Hetaerina och familjen jungfrusländor. Inga underarter finns listade i Catalogue of Life.